# Olivier van Noort

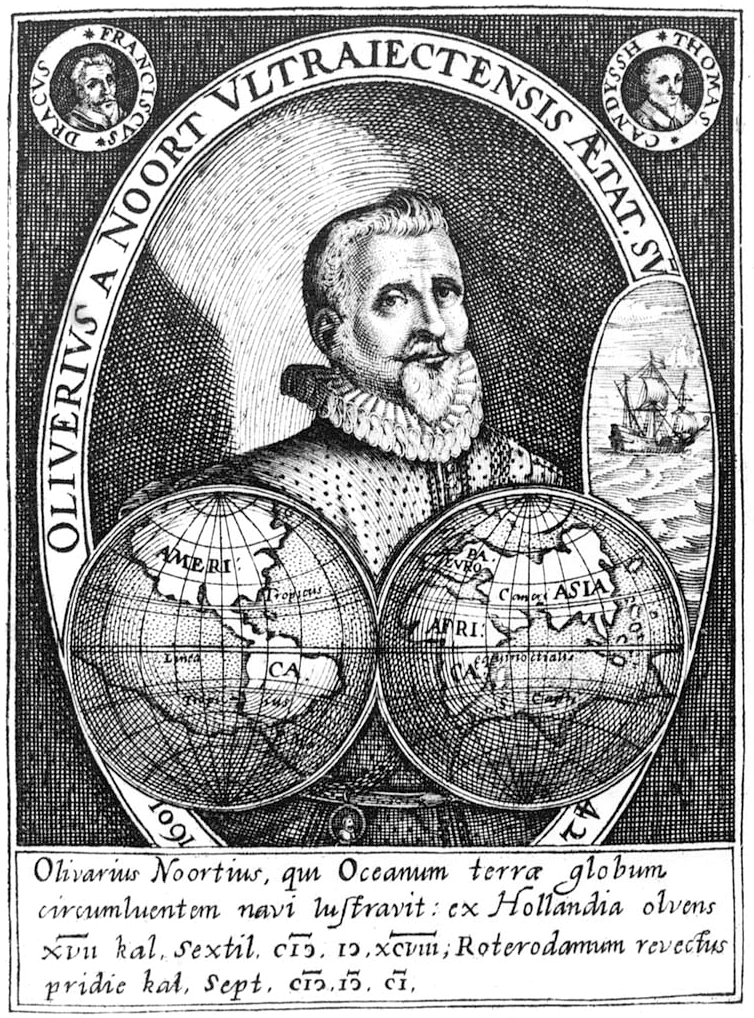
Olivier van Noort

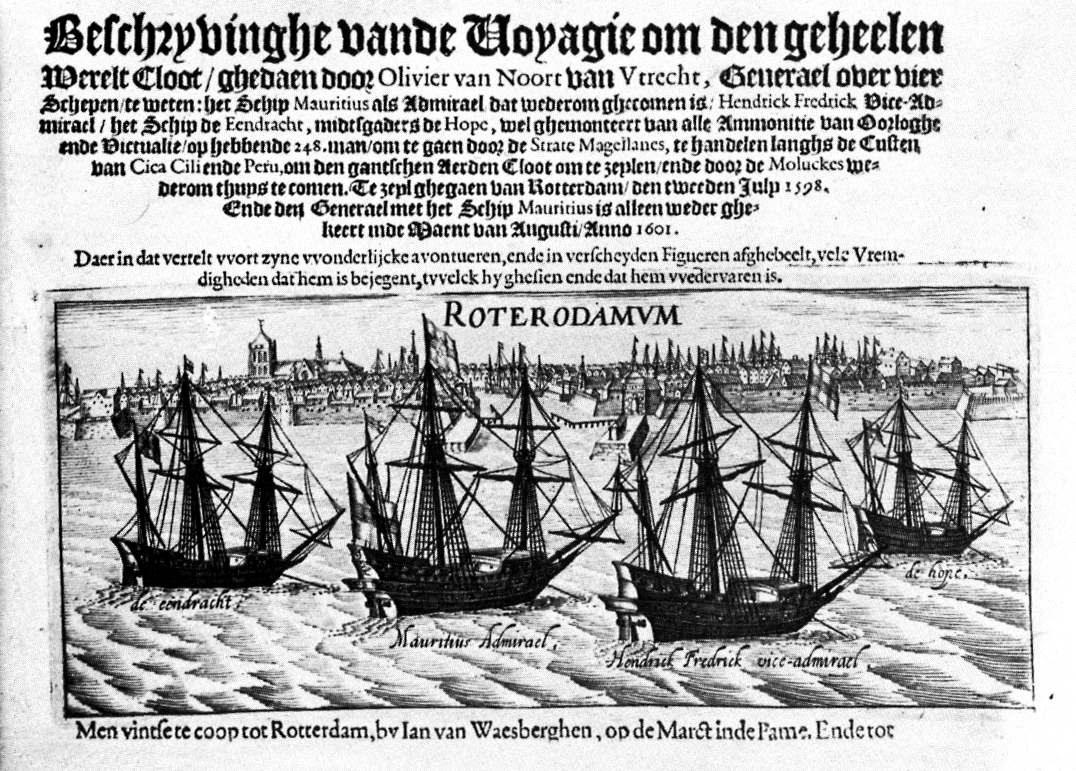
Beschryvinghe van de Voyagie om den geheelen Werelt Cloot door Olivier van Noort

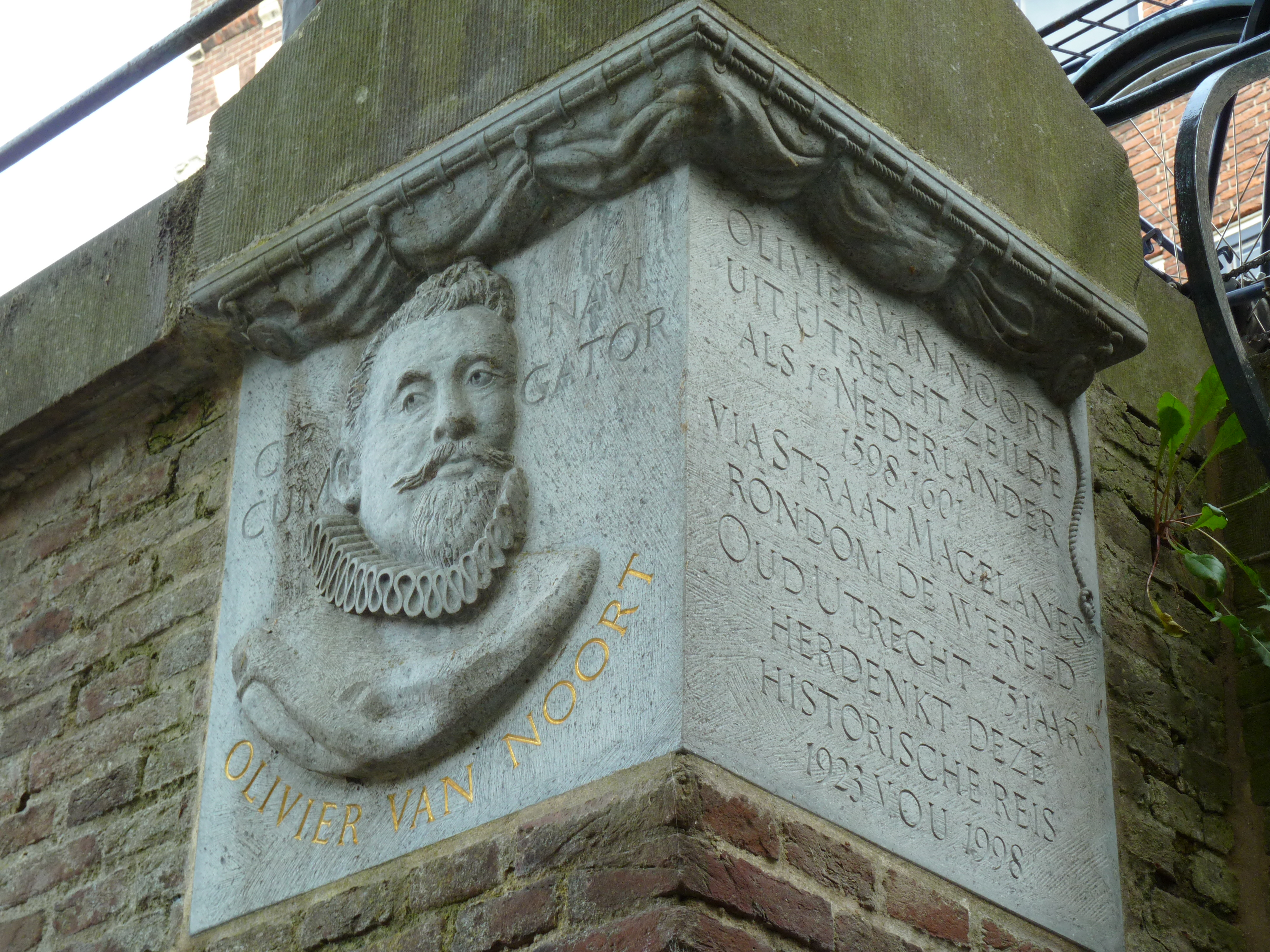
Gedenksteen als lantaarnconsole in Utrecht

Olivier van Noort (Utrecht, ca. 1558 – Schoonhoven, 22 februari 1627) was een Nederlandse ontdekkingsreiziger, die als eerste Nederlander rond de wereld voer.
De reis van Olivier van Noort werd ondernomen in het vroege begin van de Hollandse zeereizen naar Indië. Routes naar Indië waren al ontdekt door de Portugezen en Spanjaarden. Maar omdat Holland en Spanje in staat van oorlog waren, en Portugal in 1580 door Spanje was geannexeerd en daarmee automatisch ook een vijand van de Nederlandse republiek, werden pogingen gedaan om eigen routes naar Indië te vinden. De noordelijke ontdekkingsreizen van Willem Barentsz en Henry Hudson waren daarvan voorbeelden. De vloot van Jacques Mahu was een paar maanden voor de reis van Van Noort erop uitgestuurd om de route rond Zuid-Amerika te verkennen en ook de vloot van Van Noort had die opdracht.
Op 13 september 1598 begonnen de schepen Mauritius, Frederik Hendrik en de jachten Eendracht en Hoop vanuit Rotterdam aan hun reis. De 'Magelhaensche Compagnie', zoals de onderneming van Van Noort wel werd genoemd, vertrok met 250 bemanningsleden. Tot de uittreding was Olivier van Noort uitbater geweest van de Rotterdamse Herberg 'de dubbele Witte Sleutels' aan het marktveld.
Vrijwel direct na de aanvang ontstond door het hautaine gedrag van viceadmiraal Jacob Klaasz van Ilpendam onrust onder de bemanning, waardoor zeven mannen met twee sloepen deserteerden.
De vloot volgde de westkust van Afrika en bereikte in december het eiland Principe ten westen van Gabon. Na enige schermutselingen met de Portugezen en na vers water te hebben ingenomen, vervolgden ze de tocht en staken de Atlantische Oceaan over. Op 9 maart 1599 bereikten ze Rio de Janeiro waar ze opnieuw in gevecht raakten met Portugezen. In een zware storm werden ze in noordoostelijke richting teruggeslagen en landden ze uiteindelijk op Trindade, een kale rots in de Atlantische Oceaan waar ze alleen wat meeuwen konden vangen.
Juni 1599 deden ze het eiland St. Clara voor de Braziliaanse kust aan waar het jacht de Eendracht in brand werd gestoken omdat dit niet meer zeewaardig was. Op het eiland vond men voldoende fruit om de bemanning van de scheurbuik te verlossen.
Na een reis met slecht weer bereikten ze op 20 september Puerto Deseado. Daar herdoopten ze de Hoop in Eendracht, de naam van het schip dat op St. Clara verlaten was. Ze verbleven hier ruim een maand om te verversen, maar ze verloren er ook drie bemanningsleden in gevechten met de inheemse bewoners. Op 4 november bereikte de vloot onder slechte weersomstandigheden Straat Magellaan. Na enkele pogingen lukte het de zeestraat in te zeilen. Olivier van Noort legde aan bij Punta Catalina om pinguïns te vangen voor voedsel. Daar werden ze door een groep inheemse Selknam bestookt met pijl en boog, waarop zijn manschappen met hun vuurwapens enkele tientallen Selknam doodden en zes kinderen meenamen. De kinderen stierven de weken erna aan boord. Ze ontmoetten verderop in de Straat Magellaan Sebald de Weert met het schip Geloof uit de vloot van admiraal Jacques Mahu. Sebald de Weert was door gebrek aan manschappen en het slechte weer het contact met de vloot kwijtgeraakt en verbleef al vijf maanden in de Straat Magellaan. Een poging om zich aan te sluiten bij schepen van Olivier van Noort mislukte en hij zeilde uiteindelijk terug naar Holland.
Jakob Klaasz. van Ilpendam werd op 17 januari 1600 in de Straat Magellaan schuldig bevonden aan insubordinatie en achtergelaten. Wat er van hem geworden is, is onbekend.
Onder slechte weersomstandigheden doorkruiste de vloot de Straat Magellaan en pas eind februari bereikten de boten de Stille Oceaan. Van de oorspronkelijke 248-koppige bemanning waren er nu nog 147 over. Hier verloor Olivier van Noort het contact met de Frederik Hendrik. Tot 12 maart wachtten de Mauritius en de Eendracht tevergeefs op het schip, maar zeilden daarna noordwaarts naar het eiland Mocha voor de kust van Chili, waar ze foerageerden. De Frederik Hendrik zou op eigen kracht de Stille Oceaan oversteken en uiteindelijk in februari 1601 stranden op de kust van Ternate.
Van Mocha zeilden de Mauritius en Eendracht verder naar het noorden, op verscheidene plaatsen in gevecht rakende met Spaanse schepen. In april 1600 bereikten de twee schepen Lima. Daarna zetten ze koers naar het westen en kwamen in september bij de Marianen-archipel aan (destijds de Ladrones geheten), om vervolgens koers te zetten naar de Filipijnen. Op weg naar de Straat van Manilla geraakten ze in een zo hevige storm dat masten en zeilen verloren gingen.
Daar aangekomen op 16 november blokkeerden de schepen de Manillabaai in de hoop een arriverend Manillagaljoen of handelsschip uit China te veroveren. De Spanjaarden in de Filipijnen brachten in allerijl twee schepen in gereedheid om slag te leveren met de Hollanders. Op 14 december voeren de twee schepen onder leiding van Antonio de Morga naar de schepen van Van Noort en vielen aan. Hierbij ging de Eendracht verloren aan de Spanjaarden. Op het enig overgebleven schip, de Mauritius, zette men met nog maar 35 man koers naar Borneo. Na een verblijf van 10 dagen verlieten ze Borneo en koersten naar Bantam.
Op 29 januari 1601 bereikten ze Djaratan op Java. 6 dagen later vertrokken ze weer, op weg naar Kaap de Goede Hoop. Op 3 mei rondden ze de Kaap en zetten koers naar St. Helena, waar ze verversten.
Uiteindelijk keerde Olivier van Noort op 26 augustus 1601 na een reis van bijna drie jaar terug in Rotterdam. In hetzelfde jaar verscheen zijn reisverslag: Beschrijvinghe vande voyagie om de geheelen wereldt Cloot ghedaen door Olivier van Noort.
Van ongeveer 1620 tot 1626 was hij garnizoenscommandant in Schoonhoven. In 1627 overleed hij en werd begraven in de Grote of Bartholomeuskerk in Schoonhoven. 